# Najemnik
Najemnik (tudi najemniški vojak, plačanec) je oseba, ki sodeluje v oboroženih konfliktih izključno zaradi zaslužka, ni pa državljan nobene od držav v konfliktu, niti se ne bori za določen politični sistem ali ideologijo.
Plačanci so se pojavljali praktično v vseh oboroženih spopadih, njihova udeležba v spopadih se je močno povečala v času kolonialnih vojn v Afriki in Aziji v 20. stoletju, kjer so bili prisotni v oboroženih silah vseh strani. Med plačanci so bili tako nekdanji profesionalni vojaki, kot tudi avanturisti brez posebnih vojaških izkušenj.
Leta 1977 je bil sprejet Protokol I, ki je dopolnjeval ženevsko konvencijo in med drugim podaja tudi definicijo plačanca v šestih točkah, ki morajo biti izpolnjene, da oseba šteje za plačanca.
Plačanci po ženevski konvenciji niso obravnavani kot vojaki in jim razen človekovih pravic in poštenega sojenja tudi ne pripadajo pravice vojnih ujetnikov v skladu z ženevsko konvencijo. Na podlagi teh določil mnogo držav svojim državljanom prepoveduje sodelovanje v oboroženih spopadih, če niso del oboroženih sil.
Kljub splošnemu prepričanju pa se med plačance ne šteje francoska tujska legija, ker gre za del francoskih oboroženih sil. Enako velja tudi za privatna vojaška podjetja, katerih pripadniki opravljajo defenzivne oz. varnostne naloge na območjih z visokim varnostnim tveganjem, brez vpletanja v glavne spopade.

## Znani najemniški vojaki
- Siegfried Müller (Kongo Müller)